# Libochovany (przystanek kolejowy)
Libochovany – przystanek kolejowy w Libochovany, w kraju usteckim, w Czechach. Znajduje się na wysokości 155 m n.p.m.
Jest zarządzany przez Správę železnic. Na przystanku nie ma możliwości zakupu biletów, a obsługa podróżnych odbywa się w pociągu.

## Linie kolejowe
- 072 Lysá nad Labem - Ústí nad Labem západ